# Теорема Гаусса — Люка
Теорема Гаусса — Люка описує геометричну залежність між коренями многочлена p(z) і коренями його похідної на комплексній площині {\displaystyle \mathbb {C} .}Теорема стверджує, що корені похідної многочлена лежать в опуклій оболонці коренів самого многочлена. Оскільки ненульовий многочлен має скінченну кількість коренів, то опукла оболонка цих коренів є найменшим опуклим многокутником на комплексній площині, що містить ці корені.
Деякою мірою це твердження є аналогом теореми Ролля для функцій однієї дійсної змінної, яка стверджує, що між двома нулями диференційовної функції знаходиться нуль її похідної.

## Твердження
Якщо {\displaystyle p(z)}є многочленом із комплексними коефіцієнтами і не є рівним константі, то всі корені многочлена {\displaystyle p'(z)} належать опуклій оболонці коренів многочлена {\displaystyle P(z)}.

## Доведення
Згідно основної теореми алгебри можна записати
{\displaystyle p(z)=a_{n}(z-z_{1})(z-z_{2})\ldots (z-z_{n})},
де {\displaystyle z_{k}} є коренями многочлена (які можуть повторюватися), {\displaystyle a_{n}\neq 0} — коефіцієнт біля {\displaystyle z^{n}}. Для такого запису многочлена похідну можна обчислити як:
{\displaystyle p'(z)=a_{n}((z-z_{2})\ldots (z-z_{n})+(z-z_{1})(z-z_{3})\ldots (z-z_{n})+\ldots +(z-z_{1})(z-z_{2})\ldots (z-z_{n-1}))}.
Поділивши {\displaystyle p'(z)} на {\displaystyle p(z)} одержується рівність
{\displaystyle {\frac {p^{\prime }(z)}{p(z)}}=\sum _{k=1}^{n}{\frac {1}{z-z_{k}}}}.
Нехай {\displaystyle w\in \mathbb {C} } позначає довільний корінь похідної: {\displaystyle p'(w)=0}. Якщо {\displaystyle w\in \{z_{1},\ldots ,z_{n}\}}, то він очевидно належить опуклій оболонці цих чисел. Якщо {\displaystyle w\notin \{z_{1},\ldots ,z_{n}\}}, то з попередньої рівності:
{\displaystyle \sum _{k=1}^{n}{\frac {1}{w-z_{k}}}=0}.
Використавши елементарну рівність {\displaystyle z^{-1}={\overline {z}}/|z|^{2}} одержуємо.
{\displaystyle \ \sum _{k=1}^{n}{\frac {{\overline {w}}-{\overline {z_{k}}}}{\vert w-z_{k}\vert ^{2}}}=0}
або після комплексного спряження
{\displaystyle \ \sum _{k=1}^{n}{\frac {w-z_{k}}{\vert w-z_{k}\vert ^{2}}}=0.}
Попередню рівність можна переписати як:
{\displaystyle \left(\sum _{k=1}^{n}{\frac {1}{\vert w-z_{k}\vert ^{2}}}\right)w=\sum _{k=1}^{n}{\frac {1}{\vert w-z_{k}\vert ^{2}}}z_{k}.}
Якщо позначити
{\displaystyle t_{k}=\left({\frac {1}{\vert w-z_{k}\vert ^{2}}}\right)/\left(\sum _{j=1}^{n}{\frac {1}{\vert w-z_{j}\vert ^{2}}}\right)}
то, очевидно, {\displaystyle t_{1},\ldots t_{n}\in [0,1],\quad \sum _{k=1}^{n}t_{k}=1}, тобто
{\displaystyle w=\sum _{k=1}^{n}t_{k}z_{k}},
Отже, {\displaystyle w} є опуклою комбінацією {\displaystyle z_{1},\ldots ,z_{n},} що завершує доведення.